# 上团城镇
上团城镇，是中华人民共和国河北省邯郸市武安市下辖的一个镇，原名上团城乡，2022年12月撤乡设镇。

## 行政区划
上团城镇下辖以下地区：
上团城三街村、上团城一街村、上团城二街村、南营井村、下团城村、高村、中营井村、西营井村、崇义一街村、崇义二街村、崇义三街村、崇义四街村、大南庄村、白马岩村、南西庄村、北西庄村、小北庄村、大北庄村、邯郸矿山局北洺河铁矿社区和邯郸矿山局团城铁矿社区。